# Mycetophyllia reesi
Espèce
Statut CITES
Mycetophyllia reesi est une espèce de coraux appartenant à la famille des Mussidae.